# Alpii Răsăriteni

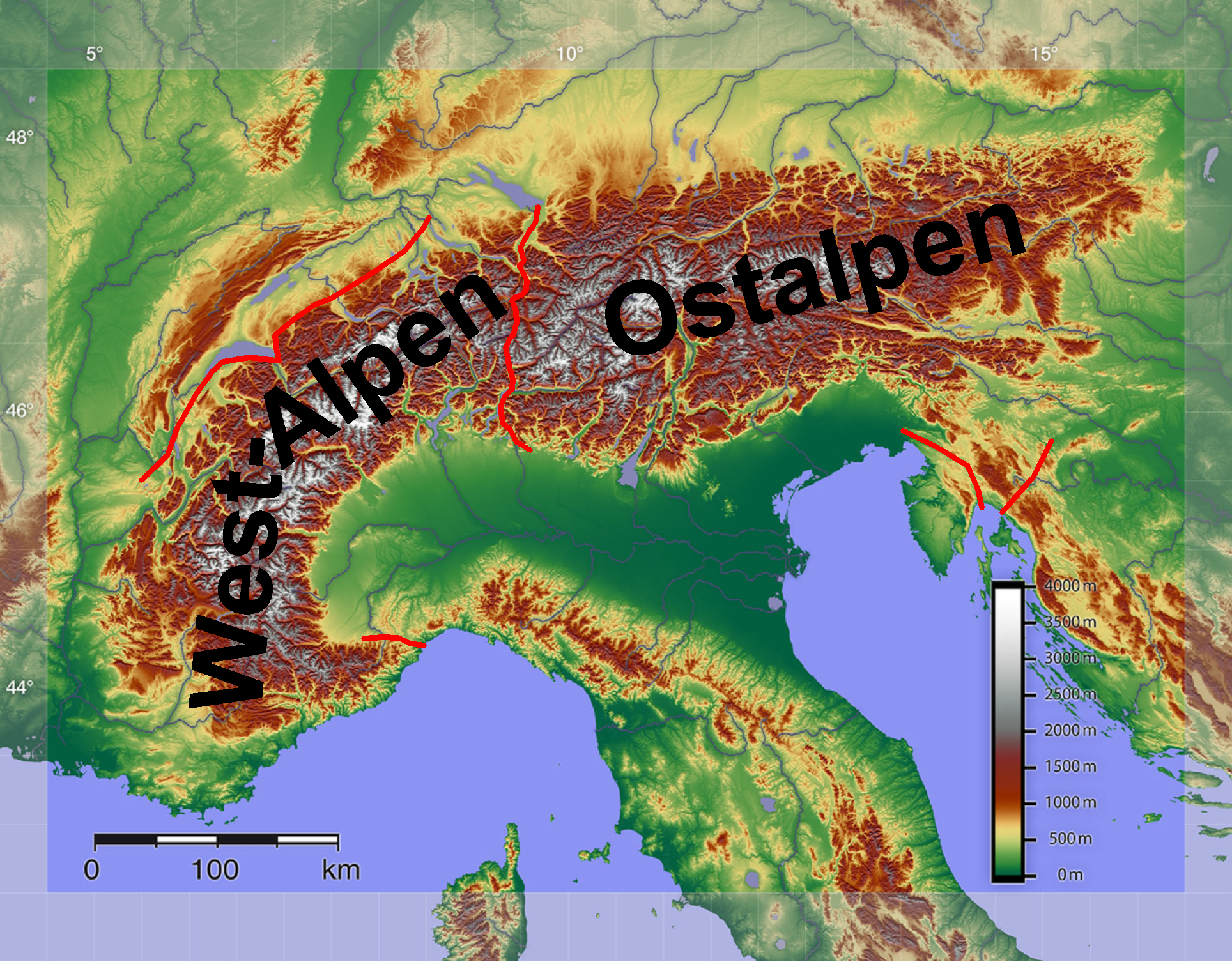
Alpii Răsăriteni

Alpii Răsăriteni (germ: "Ostalpen") este denumirea părții răsăritene a munților Alpi. Ei au limita de vest, linia care unește lacul Constanța, de-a lungul Rinului, peste pasul Splügenpass (ital. Passo dello Spluga) (2113 m) cu Lacul Como. În comparație cu Alpii Apuseni, Alpii Răsăriteni sunt mai puțin înalți, trecătorile care leagă Elveția cu Liechtenstein, Austria, Germania, Slovenia și Italia sunt mai line. În Alpii Orientali, cel mai înalt vârf este Muntele Bernina, alias Piz Bernina (4052 m), iar în Italia Königspitze. Alpii Orientali sunt împărțiți în: Alpii Calcaroși de Nord, Alpii Orientali Centrali și Alpii Calcaroși de Sud